# Wielki Ogród

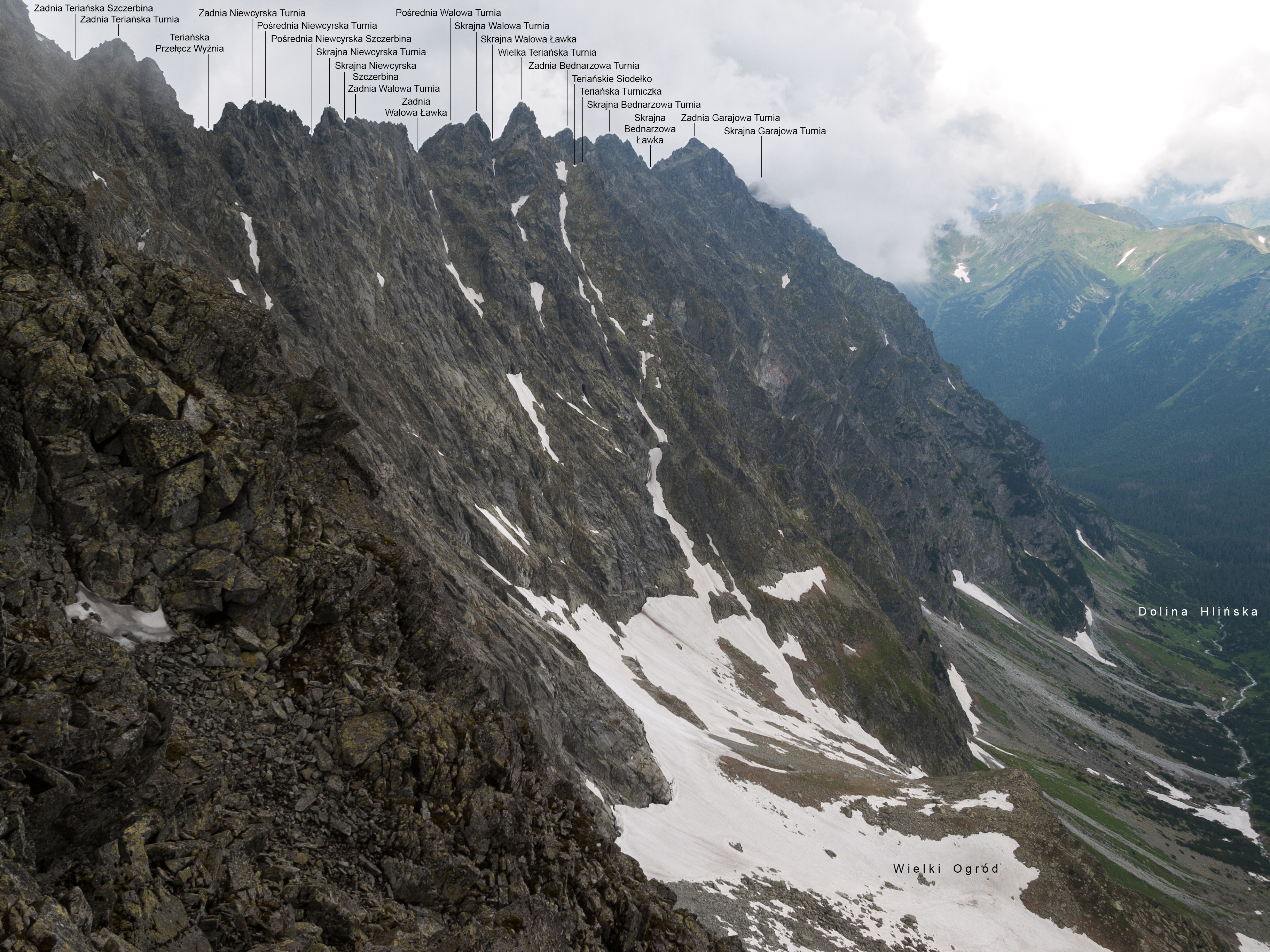
Widok z Kolistej Turni

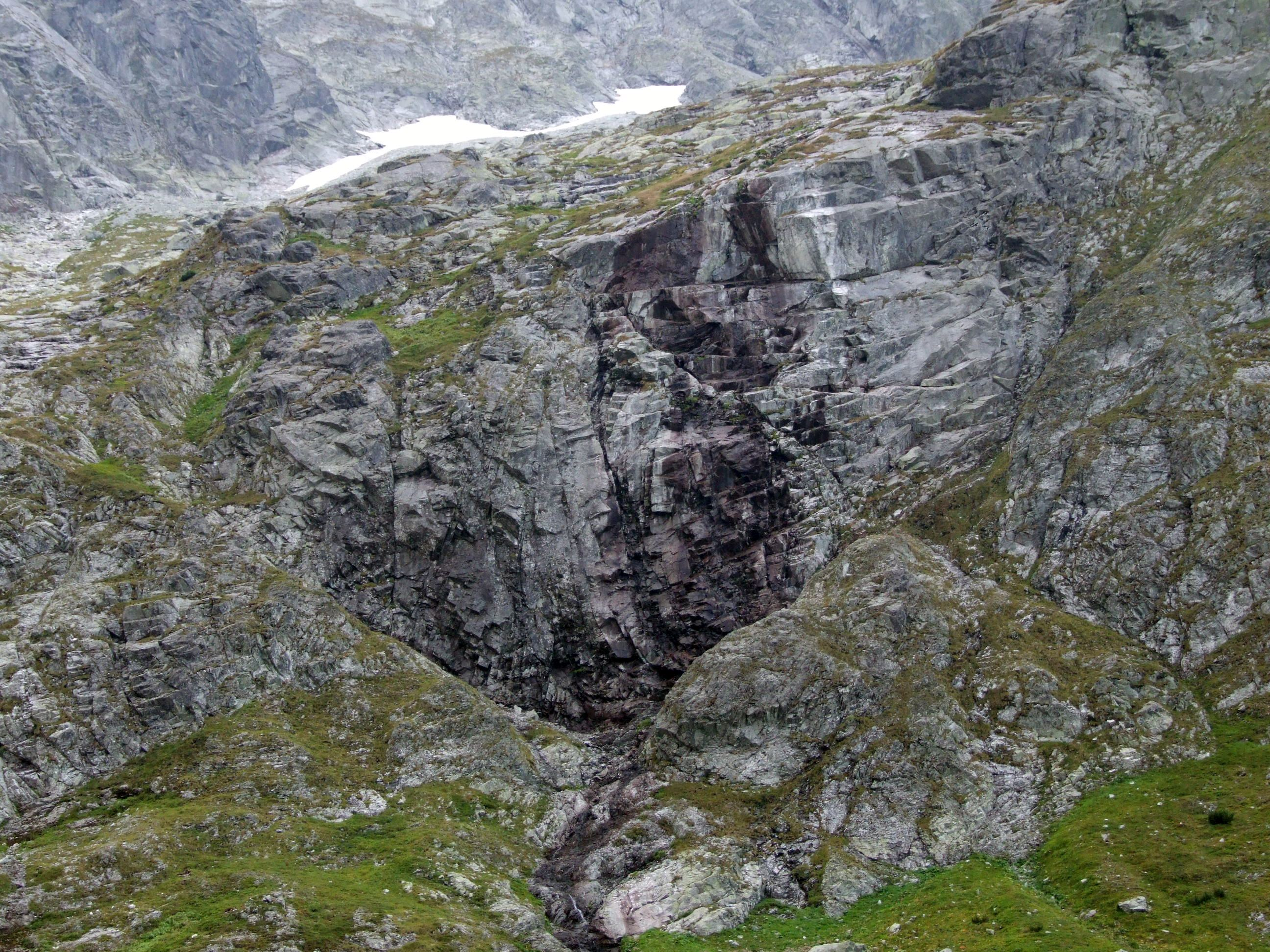
Lewa część progu Wielkiego Ogrodu

Wielki Ogród (niem. Grosser Garten, słow. Veľká záhradka, węg. Nagy-kert) – cyrk lodowcowy w słowackich Tatrach Wysokich. Ma pochyłe dno i znajduje się na wysokości około 1880–2050 m na północnych stokach Grani Hrubego. Do dna Doliny Hlińskiej opada skalnym progiem o wysokości około 200 m. Od góry otaczają go ściany Grani Hrubego od Kolistej Turni po Wielką Teriańską Turnię. Jej północno-wschodni filar tworzy ogranicza kocioł od zachodu. Ograniczenie wschodnie tworzy północne ramię Kolistej Turni.
Wielki Ogród przypomina swoim wyglądem Bańdziocha w polskich Tatrach, ale jest od niego znacznie większy. Słowo ogród w nazwie ma znaczenie ironiczne, jak pisał Władysław Cywiński jest to w istocie ponury, piarżysty kocioł z długo zalegającymi śniegami i skromną roślinnością. Opadająca z Hrubego Wierchu piarżysta i szeroka grzęda dzieli go na dwie części. Na dole grzęda ta kończy się w Hrubej Buli opadającej pionową ścianą do dna Doliny Hlińskiej. Ściana ta do 2008 r. nie została zdobyta. 
W najwyższej części Wielkiego Ogrodu, około 40 m na prawo (patrząc od dołu) od dolnej ostrogi Hrubego Wierchu znajduje się niewielki piarżysty taras poderwany pasem ścianek o wysokości 20 m. Od lewej strony można na niego łatwo wejść. Ma on znaczenie orientacyjne; zaczyna się na nim 5 dróg wspinaczkowych.
Wielki Ogród odwadniany jest trzema okresowymi ściekami. Po prawej stronie (patrząc od dołu) znajduje się piarżysto-płytowe koryto żlebu będącego przedłużeniem Żlebu Grosza. Zimą na ścianie progu tworzy się w tym miejscu lodospad. Lewa część Wielkiego Ogrodu odwadniana jest dwoma ciekami spadającymi z progu po lewej stronie Hrubej Buli.

## Drogi wspinaczkowe
1. Lodospad Kurtyki (po prawej stronie Hrubej Buli); maksymalne nachylenie lodu do 90 stopni, czas przejścia 5 godz.
2. Lewą częścią progu; I, od szlaku turystycznego do Hrubej Buli 45 min
3. Od lewej strony, pod grzędę Kolistej Turni; 0, od szlaku do Hrubej Buli 30 min
4. Z Małego Ogrodu przez dolną część grzędy Kolistej Turni; 0+, 30 min[2].